# Kinesisk trast
Kinesisk trast (Turdus mupinensis) är en fågelart i familjen trastar (Turdidae).

## Kännetecken

### Utseende
Kinesisk trast är en medelstor (23 cm), mörk trast, i mycket en östligare variant av taltrasten. Ansiktet gråbrunt med en svart halvmåne på bakre örontäckarna. Ett lodrätt streck syns också nedan ögat samt ett svart mustaschstreck. Ovansidan är medelbrun, vingarna mörkbruna med tydligare vita spetsar på mellersta och större täckarna än taltrasten. Undersidan har smutsvit botten, på bröstet mer varmbeige, översållad med fläckar, mindre på strupens sidor, större på bröstet och blekare på flankerna. I flykten syns rödaktiga undre vingtäckare, likt rödvingetrast.

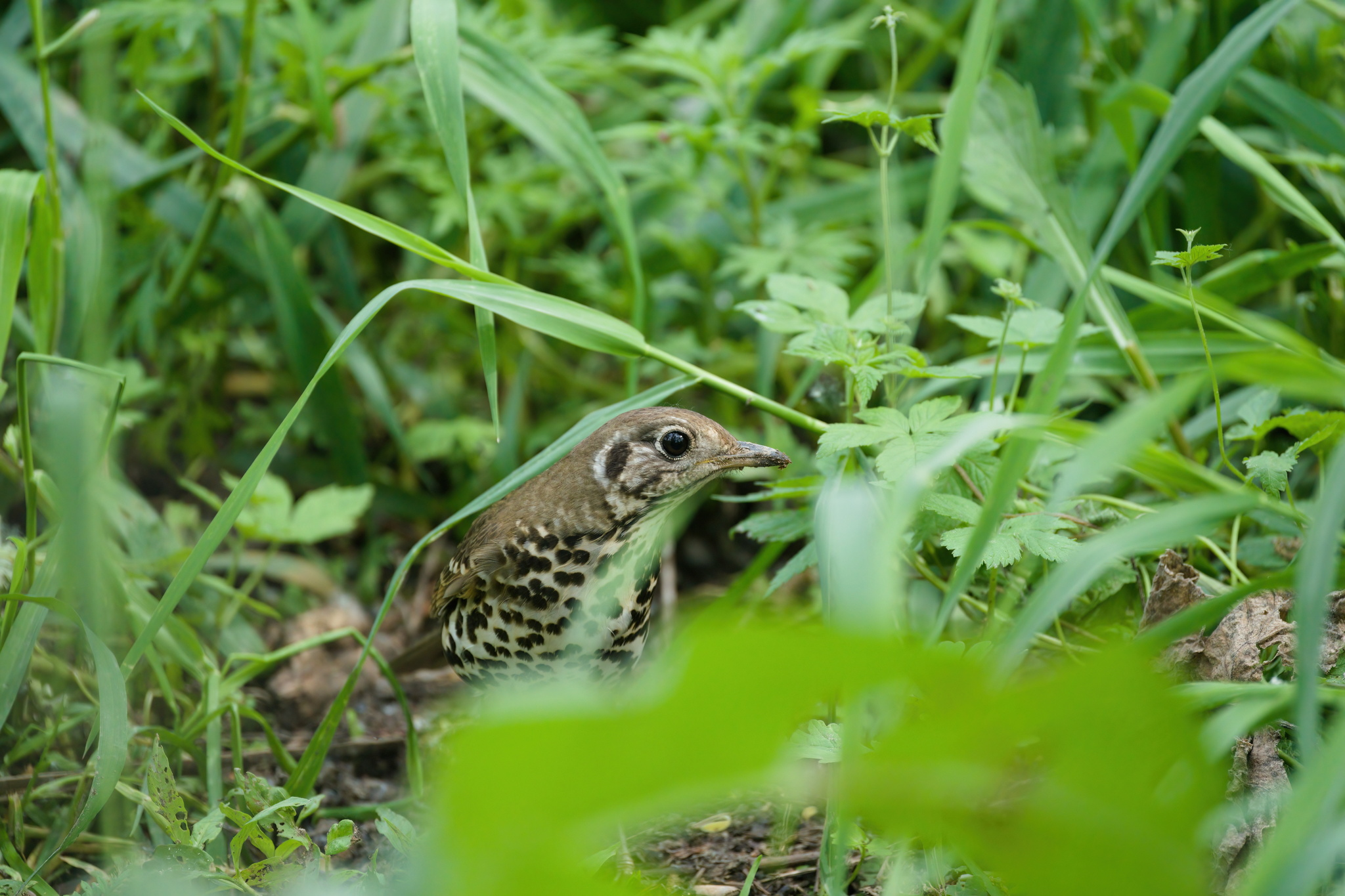

### Läten
Både sång och läten är mycket lika taltrastens. Sången består av långsamma serier av upprepade toner som avlöses av långa pauser.

## Utbredning och systematik
Kinesisk trast är som namnet antyder endemisk för Kina, där den påträffas från Hebei och västra Gansu och söderut till Yunnan. Nordliga populationer är troligen flyttfåglar. Tillfälligt har den påträffats i Vietnam. Den behandlas som monotypisk, det vill säga att den inte delas in i några underarter.

### Släktestillhörighet
Kinesisk trast placeras vanligen i det stora trastsläktet Turdus. DNA-studier visar att den är systerart till afrikanska artparet hedtrast och jordtrast, traditionellt placerade i egna släktet Psophocichla. Vissa, som BirdLife International, har därför lyft ut även kinesisk trast till ett eget släkte, Otocichla. De flesta internationella taxonomiska auktoriteter har dock istället valt att expandera Turdus till att omfatta jord- och hedtrasten.

## Levnadssätt
Kinesisk trast förekommer i blandskogar på 1300-3200 meters höjd, under flyttningen även i buskmarker och plantage. Födan är i stort sett okänd, men har setts gräva efter mask och äta bär. Fågeln häckar från maj till juli. Boet placeras upp till 2,5 meter upp på en gren eller stubbe. Den lägger fyra till sex gråblå rödbrunfläckade ägg.

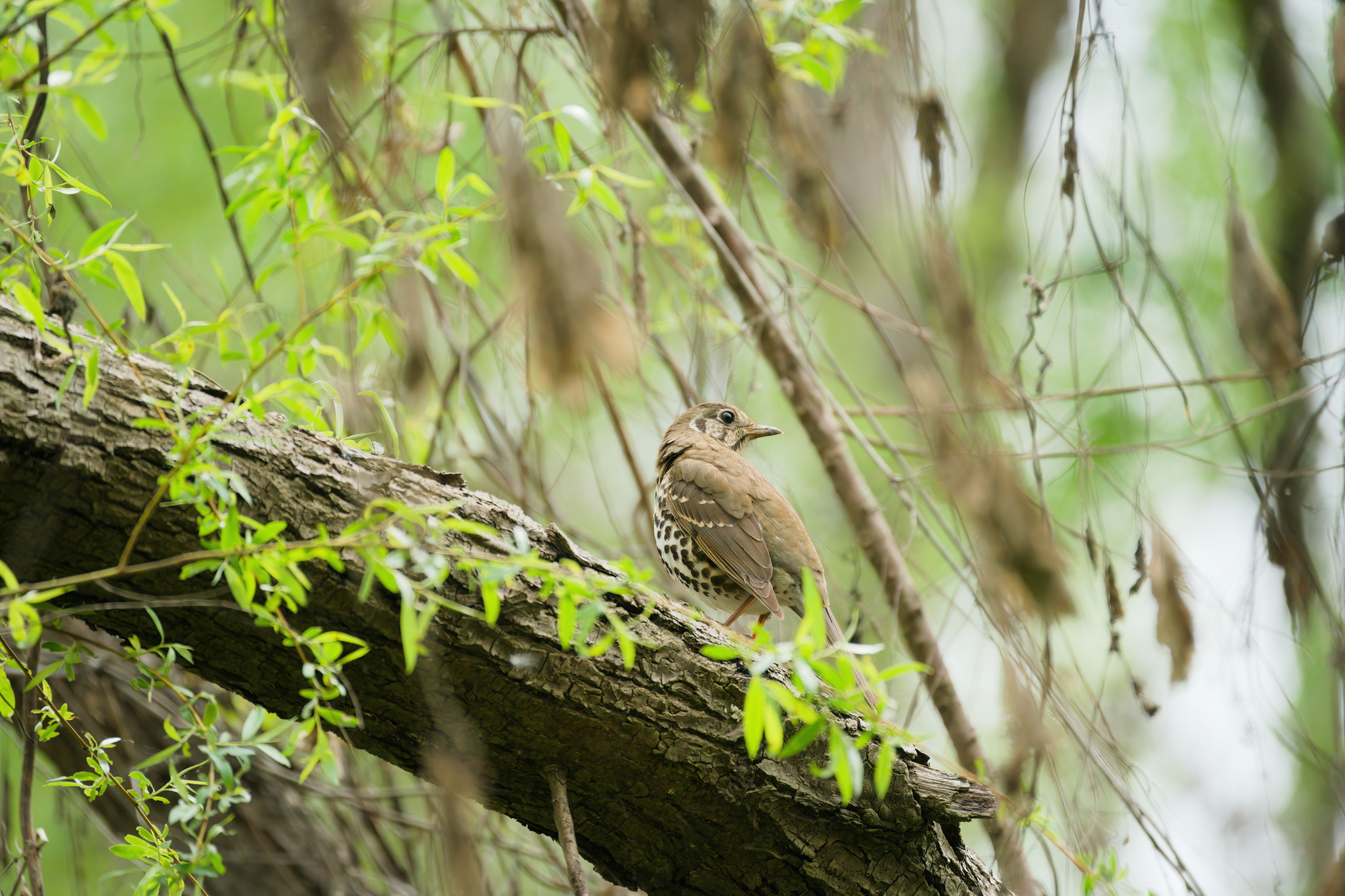

## Status och hot
Arten har ett stort utbredningsområde, men tros minska i antal, dock inte tillräckligt kraftigt för att den ska betraktas som hotad. Internationella naturvårdsunionen IUCN listar arten som livskraftig (LC).  Världspopulationen har inte uppskattats men den beskrivs som ovanlig till lokalt vanlig och dåligt känd.